# Чёрно-золотые котинги
Чёрно-золотые котинги (лат. Tijuca) — род воробьиных птиц из семейства Котинговые. Включает два вида:
- Чёрно-золотая котинга (Tijuca atra Férussac, 1829)
- Tijuca condita (Snow, 1980)

Оба вида обитают в горных лесах на юго-востоке Бразилии. Их рацион питания включает в себя фрукты.
Это довольно крупные котинги длиной от 24 до 26,5 сантиметров. Tijuca condita и самки чёрно-золотой котинги имеют в основном оливковое оперение, в то время как самцы, чёрно-золотой котинги имеют в основном чёрную окраску с жёлтым зеркальцем. Птицы издают высокие, свистящие звуки.